# Beffroi de Briey
Le beffroi de Briey est un édifice de la commune française de Briey, dans le département de Meurthe-et-Moselle.

## Histoire
Il est inscrit aux monuments historiques depuis le 30 octobre 1989.